# Никшич
Никшич  (на сръбски: Никшић или Nikšić) е град в западната част на Черна гора. Населението на града наброява 56 970 жители (по данни от 2011 г.).
Никшич се намира в едноименното поле, в подножието на планината Требеса. Градът е административен център на община Никшич (население 75 282), която е най-голямата по площ община в Черна гора. Никшич е вторият по големина град в страната след столицата Подгорица и е важен индустриален, културен и образователен център в Черна гора.

## История
Още през IV век на мястото на днешния Никшич възниква римска военна крепост Анагастум. През идните столетия многократно е разрушаван, обновяван и доизграждан. По време на Средновековието градът носи името Оногощ и е център на жупа. С нашествието на османците Никшич се превръща във важно укрепено селище.
По време на османската власт градът и областта са в състава на т.нар. Стара Херцеговина.
Поради ограниченото пространство на града, обусловено от градските стени, разрастващото се население започва да се заселва извън градската цитадела в Никшичкото поле. Освобождението на областта от турците през 1877 година става предпоставка за по-добро развитие на Никшич. Така през 1883 година е приет първият регулационен план на града, който представлява осмислена концепция на добре урбанизирана градска структура, осъществена по модела на ренесансово-бароковото виждане за идеалните градове. Този план е изработен от инженер Йосип Сладе по поръка на крал Никола. Благодарение на Плана Сладе са изградени и някои от забележителните сгради в Никшич – Съборната църква, двореца на крал Никола, парков комплекс, Царев мост и други.
След края на Втората световна война Никшич нараства десетократно и става един от промишлените центрове на Черна гора и главен културен и образователен център.

## Население
Никшич е център на община Никшич, чието население през 2003 година наброява 75 282 души, а в града живеят 58 212 жители.
Изменение на населението на град Никшич през годините:
- 3 март 1981 г. – 50 399
- 3 март 1991 г. – 56 141
- 1 ноември 2003 г. – 58 212

Етнически групи (1991):
- черногорци (88,17%)
- сърби (5,71%)
- мюсюлмани по националност (2,03%)
- цигани (1,07%)

Етнически групи (2003):
- черногорци (62,64%)
- сърби (26,74%)

## Личности

### Родени
- Весна Змиянац, певица
- Джорджие Четкович, футболист
- Желко Петрович, футболист
- Желко Щуранович, политик
- Здравко Кривокапич, политик и професор
- Мирко Вучинич, футболист
- Мило Джуканович, политик
- Миломир Милянич, музикант
- Нина Жижич, певица
- Стефан Николич, футболист